# Холланд, Сидней, 2-й виконт Натсфорд
Сидней Джордж Холланд, 2-й виконт Натсфорд (англ. Sydney George Holland, 2nd Viscount Knutsford; 19 марта 1855 — 27 июля 1931) — британский адвокат и пэр.

## Происхождение и образование
Родился 19 марта 1855 года. Старший сын-близнец консервативного политика Генри Холланда, 1-го виконта Натсфорда (1825—1914), и его жены Элизабет Маргарет Хибберт. Его дед, Сэр Генри Холланд, 1-й баронет (1788—1873), был врачом и писателем-путешественником. Он получил образование в Веллингтонском колледжеи в Тринити-холле в Кембридже, где получил степень бакалавра права, затем он был принят в коллегию адвокатов в 1879 году с правом заниматься адвокатской практикой.

## Карьера
Председатель East and West India Dock Company (с 1898), директор English, Scottish and Australian Bank и директор Underground Electric Railways Company. Он также был директором City and South London Railway, London and Scottish Life Assurance Company и был почетным членом Trinity Hall, Cambridge. Он был назначен председателем Poplar Hospital в 1891 году, прежде чем стать президентом в 1920 году, и он был председателем London Hospital House Committee с 1896 по 1931 год.
29 января 1914 года после смерти своего отца Сидней Холланд унаследовал титулы 2-го виконта Натсфорда из графства Чешир, 2-го барона Натсфорда из Натсфорда в графстве Чешир и 3-го баронета Холланда, став членом Палаты лордов Великобритании.
Мировой судья в Лондоне, он был награжден орденом Святого Иоанна.

## Семья
23 января 1883 года лорд Натсфорд женился на леди Мэри Эшбернем (21 декабря 1859 — 3 мая 1947), дочери Бертрама Эшбернема, 4-го графа Эшбернема, и и леди Кэтрин Шарлотты Бейли. У супругов было две дочери:
- Достопочтенная Люси Кэтрин Холланд (род. 5 сентября 1886)
- Достопочтенная Рэйчел Мэри Холланд (1 марта 1891 — 6 июня 1977), в 1919 году она вышла замуж за бригадира, лорда Дугласа Малиса Грэма (1883—1974), сына Дугласа Грэма, 5-го герцога Монтроза, и имела детей.

Лорд Натсфорд скончался в июле 1931 года в возрасте 76 лет. Так как у него не было сыновей, его титулы унаследовал его младший брат-близнец Артур.